# Clan Takeda (Aki)
Il clan Takeda-Aki (安芸武田氏?, Aki-Takeda-shi) fu clan del Giappone medievale. Fu un ramo cadetto del clan Takeda della provincia di Kai e discendenti dell'Imperatore Seiwa e dello Seiwa Genji. I Takeda della provincia di Wakasa furono un ramo degli Aki-Takeda.
Takeda Nobumitsu (1162-1248), figlio maggiore di Takeda Nobuyoshi (allora capo del clan Takeda), partecipò alla campagna contro Kiso Yoshinaka e contro il clan Taira. Represse la rivolta di Wada Yoshimori (1213). Ai tempi della guerra Jōkyu (1221) aiutò il clan Hōjō ed entrò a Kyōto. Come premio ricevette il tutolo di shugo (governatore) della provincia di Aki.
Takeda Nobutake (morto nel 1362) fu l'ultimo shugo delle tre province di Kai, Aki e Wakasa. Suo figlio maggiore Nobunari ricevette la provincia di Kai, mentre l'altro figlio Ujinobu ricevette le province di Aki e Wakasa.
Dal periodo Muromachi fino al periodo Sengoku i Takeda di Aki governarono entrambe le province di Aki e Wakasa, furono sostenitori degli Ashikaga contro la dinastia meridionale e si schierarono con il clan Hosokawa durante la guerra Ōnin (1467-1477).
La loro principale fortezza fu il castello di Kanayama, costruito sulla cima dei 411 metri del monte Takeda; castello costruito da Takeda Nobumune nel tardo periodo Kamakura, vicino all'attuale città di Hiroshima.
All'ìnizio del periodo Sengoku si allearono prima con gli Ōuchi, ma poi cambiarono alleanza con gli Amako. Come conseguenza il clan Ōuchi ordinà ai Mōri di attaccare i Takeda. Le loro fortune declinarono dopo che il settimo signore del clan, Takeda Motoshige, fu ucciso combattendo i Mōri nella battaglia di Akita-Nakaide nel 1516. Il suo erede, Mitsuo (光和?) morì improvvisamente nel 1535. Il figlio adottivo di Mitsuo, Nobuzane (信実]?) lasciò Kanayama nel 1541 quando fu minacciato dai Mōri e dagli Ōuchi (vedi Battaglia di Kanayama) dopo la sconfitta degli Amako nell'assedio di Koriyama. Motosane fuggì nella provincia di Izumo e il clan venne definitivamente eclissato. Ankokuji Ekei, futuro diplomatico dei Mōri, discende dal clan Takeda.
Durante lo Shogunato Tokugawa le famiglie Harada e Yamaguchi, servitrici del clan Asano, furono discendenti dei Takeda di Aki. Come riportato dalla famiglia Yamaguchi, le tre più importanti roccaforti dei Takeda furono i castelli di Kanayama, Kitsune e Ato .

## Membri importanti del clan
- Takeda Motoshige (武田 元繁?; morto 1517) Motoshige governava dal castello di Kanayama nella provincia di Aki. Alla fine del XV° secolo i Takeda avevano subito un periodo di ribellioni interne e come risultato fu costretto ad allearsi agli Ōuchi. Motoshige era sposato con una figlia adottiva di Ōuchi Yoshioki e nel 1508 si unì a quest'ultimo nella spedizione a Kyoto a sostegno del deposto shōgun Ashikaga Yoshitane. Successivamente Motoshige ritornò ad Aki e tagliò i suoi legami con Yoshioki, che rimase a Kyoto con la maggior parte del suo esercito. Divorziò dalla figlia di Yoshioki e sposò una figlia di Amako Hisayuki, suggellando così un'alleanza con quella famiglia. Approfittò del coinvolgimento di Yoshioki a Kyoto e della morte di Mōri Okimoto nel 1516 per attaccare il castello di Arita nei territori Kikkawa l'anno successivo. A ottobre Mōri Motonari, alleato con le famiglie Kikkawa e Kobayakawa si mosse per liberare Arita. I Takeda subirono la sconfitta del loro comandante d'avanguardia, Kumagai Motonao (熊谷 元直]?), nel combattimento successivo. Lo stesso Motoshige portò il resto del suo esercito per attaccare Motonari e premette duramente contro quest'ultimo, ma fu colpito da una freccia e cadde morto da cavallo[2].